# لوک جردن
لوک جردن (انگلیسی: Luke Jordan؛ ۲۳ ژانویهٔ ۱۸۹۲ – ۲۵ ژوئن ۱۹۵۲) یک موسیقی‌دان اهل ایالات متحده آمریکا بود.